# یواس‌اس اس‌سی-۶۳۲
یواس‌اس اس‌سی-۶۳۲ (به انگلیسی: USS SC-632) یک زیردریایی بود که طول آن ۱۱۰ فوت ۱۰ اینچ (۳۴ متر) بود. این زیردریایی در سال ۱۹۴۲ ساخته شد.